# بنات السي (مسلسل)
بنات السي هو مسلسل جزائري تم عرضه على قناة الجزائرية وان في عام 2018.

## القصة
يبدا السيتكوم بجنازة «سي كمال» وهو رجل أعمال غني يملك مصانع ومزارع البلوط متزوج ولديه ابنة واحدة وتعيش معهم امه إلى ان تتوالا الاحداث وتأتي «لبنى السديري» في دور «العاليا» و «درصاف مملوك» بدور امها من تونس ويظهر انهما زوجة وابنة السي كمال أيضا وهكذا تبدا الاحداث الكوميدية بين زوجات السي كمال وبناته وامه